# Football League Group Cup
Football League Group Cup var en kortlivad engelsk fotbollsturnering arrangerad av The Football League, som spelades säsongerna 1981/82 och 1982/83. Den senare säsongen kallades turneringen Football League Trophy.
Turneringen utgjorde en ersättning för Anglo-Scottish Cup, som lades ned då de skotska klubbarna drog sig ur turneringen. Den kan vidare ses som en föregångare till EFL Trophy, som började spelas säsongen 1983/84 under namnet Associate Members' Cup. Turneringarna ska dock inte blandas ihop då klubbarna och antalet klubbar inte är desamma (även om många spelat i båda). För att öka förvirringen bytte Associate Members' Cup namn till Football League Trophy 1992. En skillnad i den nya turneringen är att de deltagande klubbarna bara kommer från de två lägsta divisionerna i English Football League.

## Struktur
Det var 32 klubbar med i gruppspelet. De delades upp i åtta grupper där klubbar från samma område hamnade i samma grupp. Bland de 32 klubbarna fanns klubbar från First, Second, Third och Fourth Division i The Football League. De åtta gruppvinnarna gick sedan in i en utslagsturnering som fortsatte under säsongen med final i april.

## 1981/82

### Gruppspel
Deltagande klubbar (32):
- First Division (1): Notts County
- Second Division (7): Bolton Wanderers, Grimsby Town, Norwich City, Orient, Rotherham United, Shrewsbury Town, Watford
- Third Division (14): Burnley, Carlisle United, Chester, Chesterfield, Doncaster Rovers, Gillingham, Lincoln City, Newport County, Oxford United, Plymouth Argyle, Preston North End, Reading, Southend United, Wimbledon
- Fourth Division (10): Aldershot, Blackpool, Bournemouth, Bradford City, Bury, Hartlepool United, Hull City, Peterborough United, Sheffield United, Torquay United

### Slutspel

#### Kvartsfinaler
- Burnley 2 – 1 Watford
- Newport County 0 – 2 Grimsby Town
- Bradford City 1 – 1 Shrewsbury Town (Shrewsbury Town vann med 4–3 i straffsparksläggning)
- Peterborough United 0 – 1 Wimbledon

#### Semifinaler
- Grimsby Town 2 – 1 Shrewsbury Town
- Wimbledon 5 – 0 Burnley

#### Final
- Grimsby Town 3 – 2 Wimbledon

## 1982/83

### Gruppspel
Deltagande klubbar (32):
- First Division (2): Norwich City, Watford
- Second Division (3): Crystal Palace, Grimsby Town, Shrewsbury Town
- Third Division (13): Bournemouth, Bradford City, Brentford, Chesterfield, Exeter City, Lincoln City, Millwall, Newport County, Orient, Oxford United, Reading, Sheffield United, Southend United
- Fourth Division (14): Aldershot, Bristol City, Chester, Colchester United, Halifax Town, Hartlepool United, Hull City, Mansfield Town, Northampton Town, Peterborough United, Scunthorpe United, Torquay United, Tranmere Rovers, Wimbledon

### Slutspel

#### Kvartsfinaler
- Millwall 1 – 1 Bradford City (Millwall vann med 4–2 i straffsparksläggning)
- Lincoln City 3 – 1 Norwich City
- Reading 5 – 3 Watford
- Chester 0 – 0 Newport County (Chester vann med 5–4 i straffsparksläggning)

#### Semifinaler
- Reading 1 – 3 Millwall
- Chester 1 – 3 Lincoln City

#### Final
- Lincoln City 2 – 3 Millwall

### Webbkällor
- ”Football League Group Cup” (på engelska). Football Club History Database. http://fchd.info/cups/flgroupcupsummary.htm. Läst 27 oktober 2018.